# Gebäude der Royal Faculty of Procurators in Glasgow

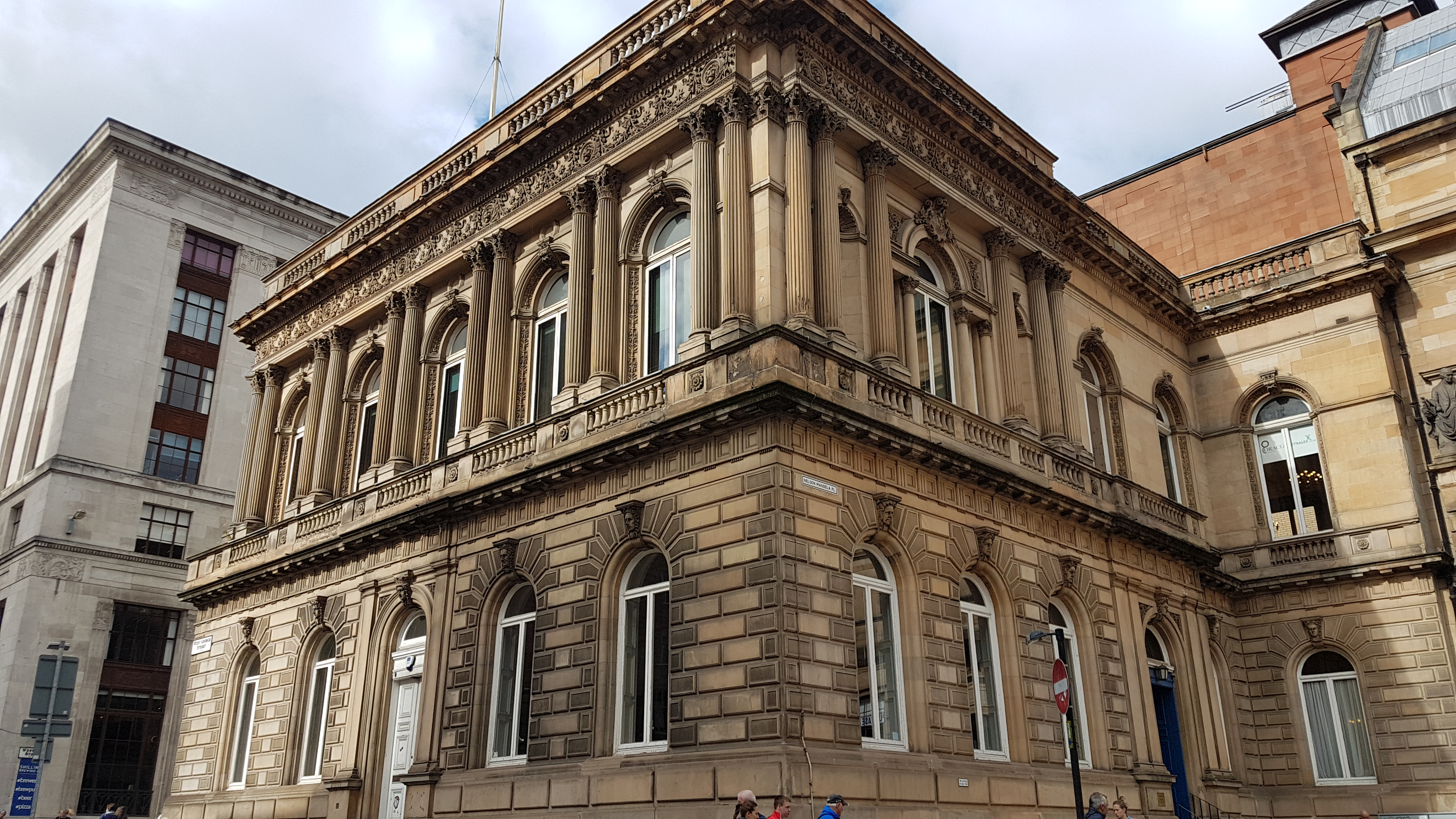
Ostfassade am Nelson Mandela Place

Das Gebäude der Royal Faculty of Procurators in Glasgow ist ein Geschäftsgebäude in der schottischen Stadt Glasgow. 1966 wurde das Bauwerk als Einzeldenkmal in die schottischen Denkmallisten in der höchsten Denkmalkategorie A aufgenommen.

## Geschichte
Die Royal Faculty of Procurators in Glasgow, eine juristische Organisation, ließ 1854 ihren Hauptsitz am damaligen St George’s Place, dem heutigen Nelson Mandela Place erbauen. Die Ausschreibung gewann der schottische Architekt Charles Wilson. Zwischen 1872 und 1875 wurde das Gebäude nach einem Entwurf von David Thomson überarbeitet und erweitert. Die Orr Library wurde 1939 durch Thomas Harold Hughes hinzugefügt. In den 1970er oder 1980er Jahren wurde sie restauriert.

## Beschreibung

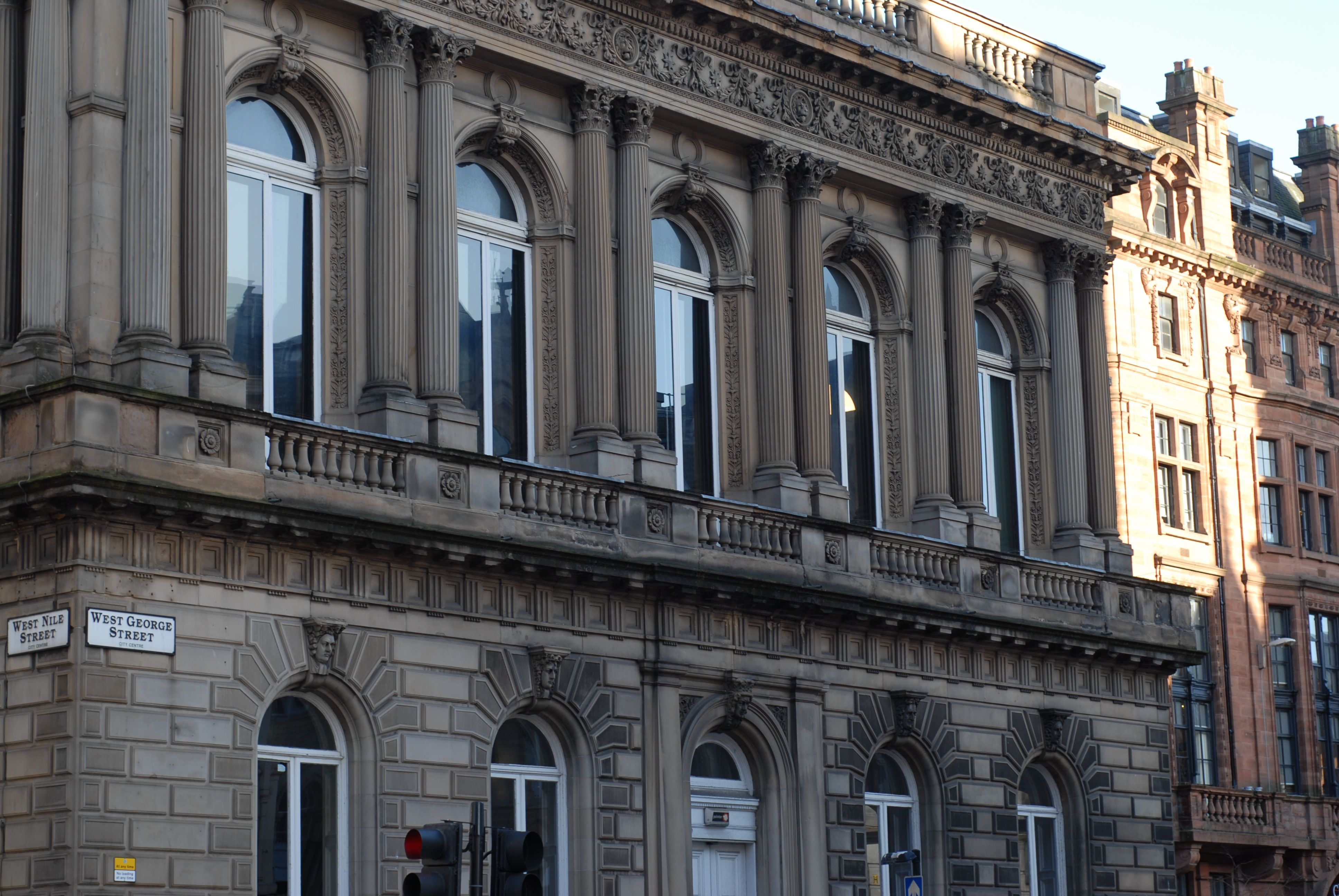
Südfassade an der West George Street

Das Gebäude der Royal Faculty of Procurators in Glasgow befindet sich im Stadtzentrum am Nelson Mandela Place. Zu den umliegenden Gebäuden zählen das Athenaeum Theatre, die Glasgow Stock Exchange und die St George’s Tron Church.
Das Gebäude ist im Stile der venezianischen Neorenaissance ausgestalteten. Die ostexponierte Fassade am Nelson Mandela Place sowie die südexponierte Fassade entlang der West George Street sind jeweils fünf Achsen weit, während die Westfassade an der West Nile Street nur drei Achsen weit ist. Im Bereich des Erdgeschosses ist das Mauerwerk rustiziert. Sämtliche Gebäudeöffnungen schließen mit Rundbögen mit Schlusssteinen. Diese zeigen im Erdgeschoss Reliefe bedeutender schottischer Juristen. Das Eingangsportal befindet sich zentral an der West George Street. Es ist mit flankierenden Pilastern und skulpturierten Zwickeln gestaltet. Oberhalb des Erdgeschosses verläuft ein Triglyphenfries mit Guttae sowie ein durchgängiger Balkon mit steinerner Balustrade.
Die Archivolten der Fenster im Obergeschoss sind ornamentiert. Flankierend sind gepaarte korinthische Säulen angeordnet. Entlang der West Nile Street ist ein venezianisches Fenster eingelassen. Unterhalb des Kranzgesimses mit Zahnschnitt verläuft ein reich ornamentierter Fries. Darüber zieht sich eine Steinbalustrade.

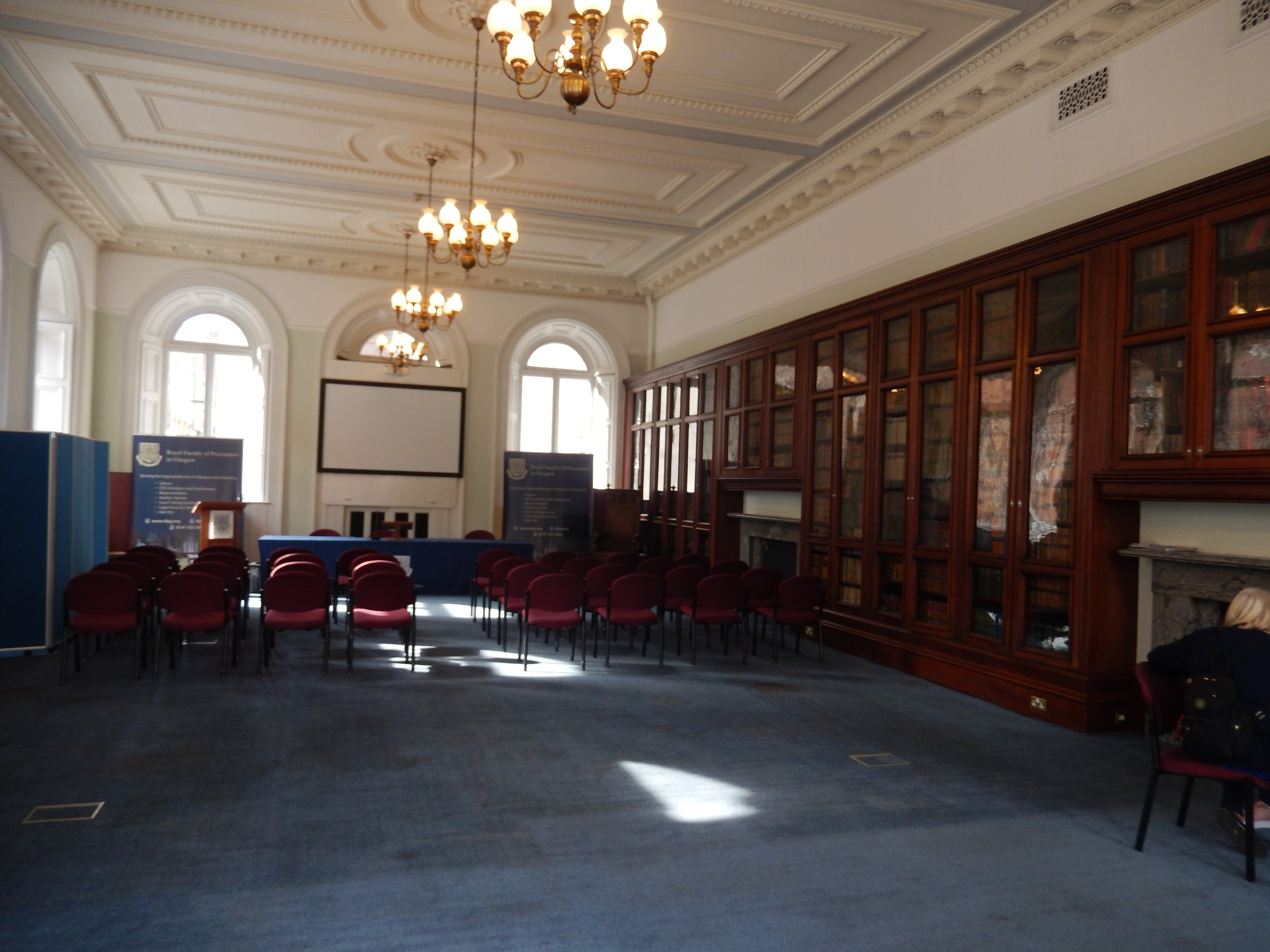
Salon
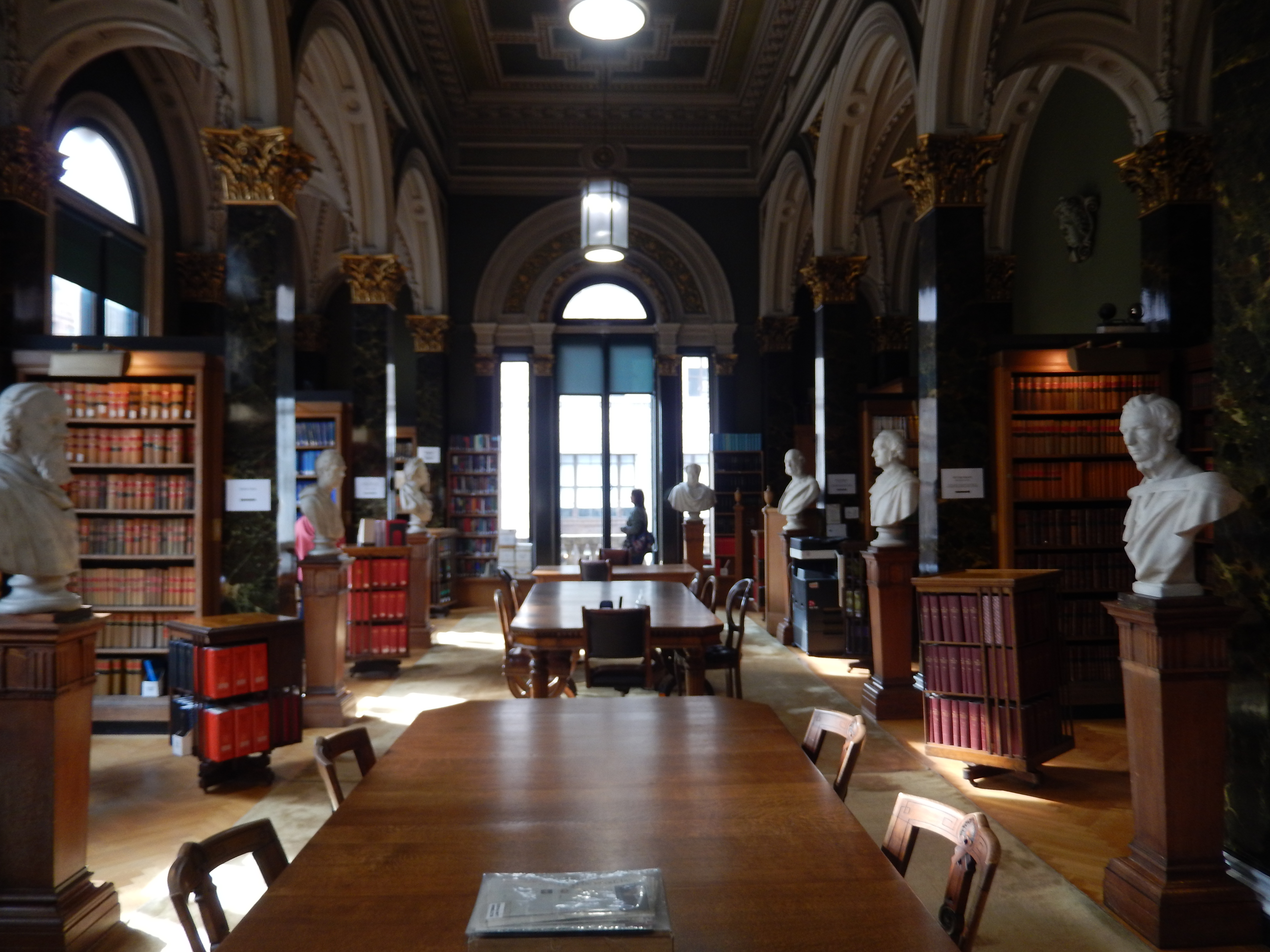
Bibliothek
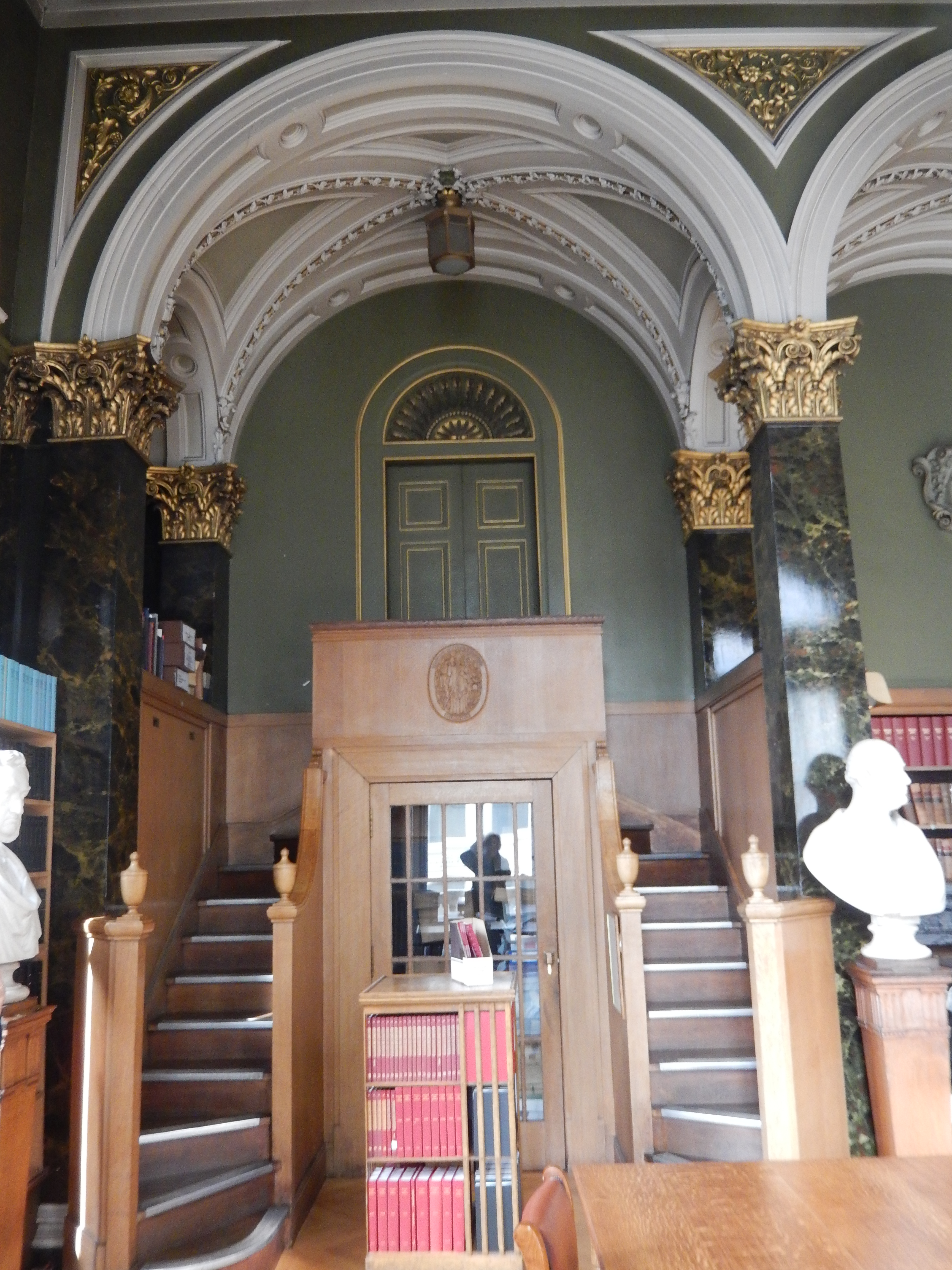
Korinthische Säulen